# Law of the West (film 1949)
Law of the West è un film del 1949 diretto da Ray Taylor.
È un western statunitense con Johnny Mack Brown, Max Terhune e Bill Kennedy.

## Produzione
Il film, diretto da Ray Taylor su una sceneggiatura di J. Benton Cheney, fu prodotto da Barney A. Sarecky per la Monogram Pictures e girato da metà dicembre 1948. Il titolo di lavorazione fu Outlaw Marshal.

## Distribuzione
Il film fu distribuito negli Stati Uniti dal 20 febbraio 1949 al cinema dalla Monogram Pictures.

## Promozione
La tagline è: Range Pirates Walk The Plank... when Johnny's guns start laying down the law!.